# ジム・シェリダン
ジム・シェリダン（Jim Sheridan、1949年2月6日 - ）はアイルランド・ダブリン出身の映画監督・脚本家である。

## 略歴
ユニバーシティ・カレッジ・ダブリン卒業。
1989年に『マイ・レフトフット』で映画監督デビュー。主演のダニエル・デイ＝ルイスにアカデミー主演男優賞を、ブレンダ・フリッカーにアカデミー助演女優賞をもたらし、自身も処女作にして監督賞、脚色賞にノミネートされ、作品自体も作品賞候補となった。
1993年に『父の祈りを』でベルリン国際映画祭金熊賞を受賞。再びアカデミー賞にもノミネートされた。
2005年にはラッパーの50セントを主役に迎えた音楽映画『ゲット・リッチ・オア・ダイ・トライン』を監督した。
娘のカーステン・シェリダンも『奇跡のシンフォニー』を監督した映画監督。

## 主な監督作品
- マイ・レフトフット My Left Foot  (1989)
- ザ・フィールド The Field (1990)
- 父の祈りを In the Name of the Father  (1993)
- ボクサー The Boxer  (1997)
- イン・アメリカ/三つの小さな願いごと In America  (2002)
- ゲット・リッチ・オア・ダイ・トライン Get Rich or Die Tryin' (2005)
- マイ・ブラザー Brothers (2009)
- ドリームハウス Dream House (2011)
- ローズの秘密の頁 The Secret Scripture (2016)